# Brotherella dixonii
Brotherella dixonii är en bladmossart som beskrevs av Theodor Carl Karl Julius Herzog 1939. Brotherella dixonii ingår i släktet Brotherella och familjen Sematophyllaceae. Inga underarter finns listade i Catalogue of Life.